# Jan Laštůvka
Jan Laštůvka (Havířov, 7 de julho de 1982) é um futebolista tcheco que joga na posição de goleiro.

## Carreira
Jogou no Baník Ostrava. Em 2008, foi emprestado ao West Ham United, pertencendo ao Shakhtar Donetsk. Desde 2009 joga no FC Dnipro Dnipropetrovsk.
Pela seleção checa esteve no plantel na Eurocopa 2012 como o terceiro goleiro.